# 下河津村
下河津村（しもかわづむら）は静岡県の東部、賀茂郡に属していた村。現在の河津町の南部にあたる。

## 地理
- 河川：河津川
- 岬：鬼ヶ崎、本根岬
- 山：大峰山、天嶺山

## 歴史
- 1889年（明治22年）4月1日 - 町村制の施行により、浜村、見高村、谷津村、縄地村、笹原村、峰村、沢田村、逆川村、田中村が合併して発足。
- 1958年（昭和33年）9月1日 - 上河津村と下河津村を廃し、その区域をもって河津町が発足[1]。

## 交通

### 鉄道路線
現在は伊豆急行線今井浜海岸駅、河津駅が所在するが、当時は未開業。

### 道路
- 国道135号

## 名所・旧跡・観光スポット・祭事・催事
- 今井浜温泉
- 峰温泉
- 谷津温泉